# Thomisus pritiae
Thomisus pritiae là một loài nhện trong họ Thomisidae.
Loài này thuộc chi Thomisus. Thomisus pritiae được Pawan U. Gajbe miêu tả năm 2005.